# Piotr Kuczera (polityk)
Piotr Paweł Kuczera (ur. 4 kwietnia 1977 w Knurowie) – polski samorządowiec i nauczyciel, od 2014 prezydent Rybnika.

## Życiorys
Absolwent I Liceum Ogólnokształcącego im. Powstańców Śląskich w Rybniku, a także historii na Wydziale Nauk Społecznych Uniwersytetu Śląskiego. Odbył studia podyplomowe na Wydziale Filologicznym UŚ oraz w Wyższej Szkole Europejskiej im. ks. Józefa Tischnera w Krakowie.
Zawodowo związany ze szkolnictwem jako nauczyciel w II Liceum Ogólnokształcącym im. Andrzeja Frycza Modrzewskiego w Rybniku, gdzie uczył historii oraz wiedzy o społeczeństwie. Został działaczem ochotniczej straży pożarnej i członkiem rady dzielnicy Popielów. Zaangażował się w działalność polityczną w ramach Platformy Obywatelskiej. W 2006 i 2010 z ramienia tego ugrupowania uzyskiwał mandat radnego Rybnika, pełnił funkcję przewodniczącego klubu radnych Platformy Obywatelskiej.
W wyborach w 2014 ubiegał się o stanowisko prezydenta Rybnika. Wygrał w drugiej turze głosowania, pokonując pełniącego dotychczas tę funkcję Adama Fudalego z wynikiem blisko 54,1% głosów. W 2018 został wybrany na kolejną kadencję, otrzymując w pierwszej turze wyborów 61,1% głosów.
W 2019 został wybrany na przewodniczącego zarządu Śląskiego Związku Gmin i Powiatów na czteroletnią kadencję. Również w wyborach w 2024 uzyskał reelekcję na urząd prezydenta miasta – w pierwszej turze dostał 41,4% głosów (najwięcej spośród czterech kandydatów), a w drugiej turze otrzymał 53,8% głosów, pokonując kandydata PiS Andrzeja Sączka.
W 2021 został przewodniczącym Związku Gmin i Powiatów Subregionu Zachodniego Województwa Śląskiego z siedzibą w Rybniku, a w 2025 członkiem Europejskiego Komitetu Regionów.